# 6차 콜레라 범유행

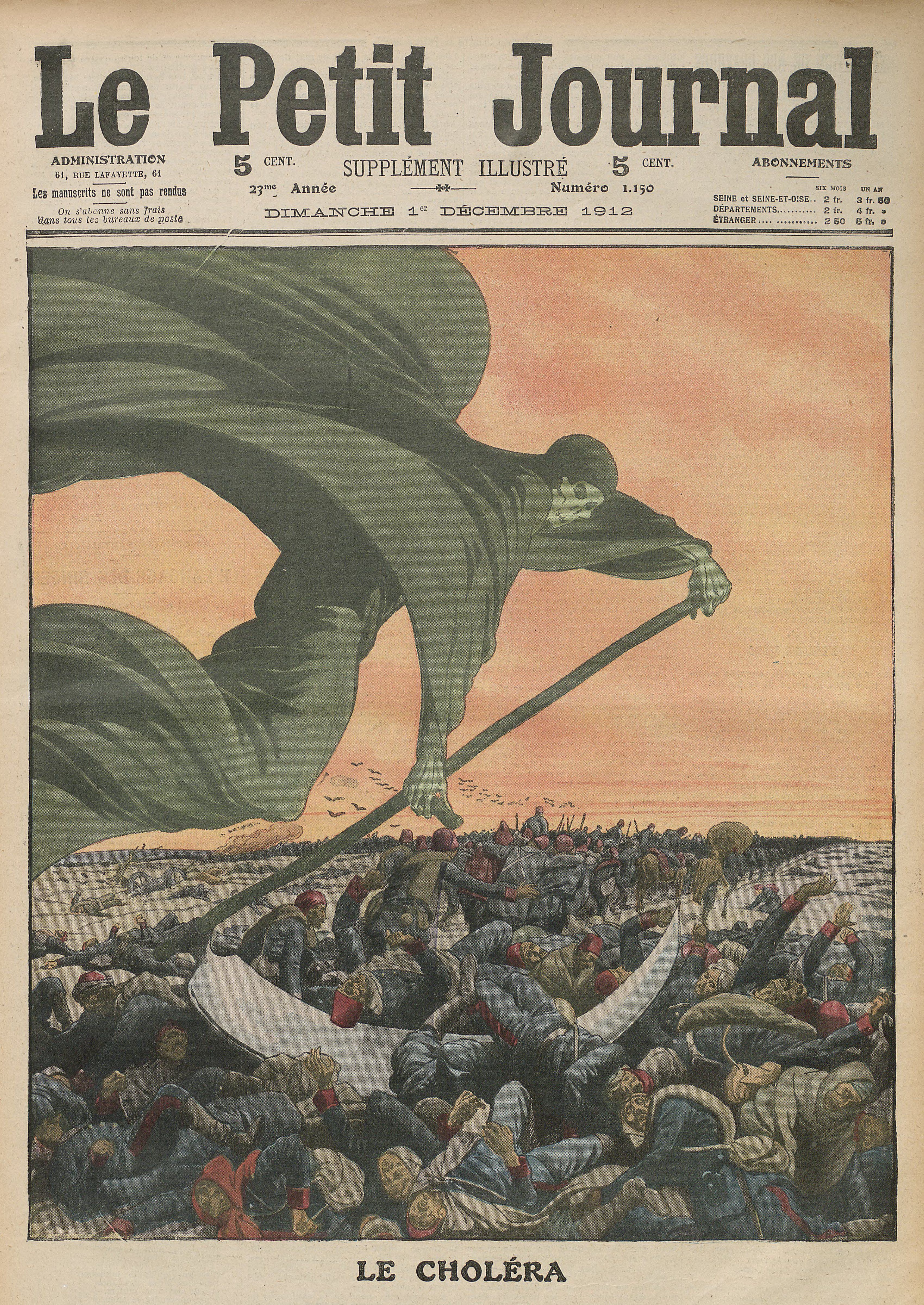
콜레라가 가져온 죽음에 대한 그림 -Le Petit Journal (1912)

6차 콜레라 범유행(1899~1923)은 인도에서 시작된 콜레라 범유행의 주요 발병 중의 하나이다. 6차 콜로라 범유행으로 인해 세계적으로 80만명 이상이 사망한 것으로 추정된다. 중동, 북아프리카, 동유럽 및 러시아로 확산되어 큰 피해를 입혔다. 유럽에서 공중보건학의 진보로 영향을 많이 미치지 않았다.

## 역사

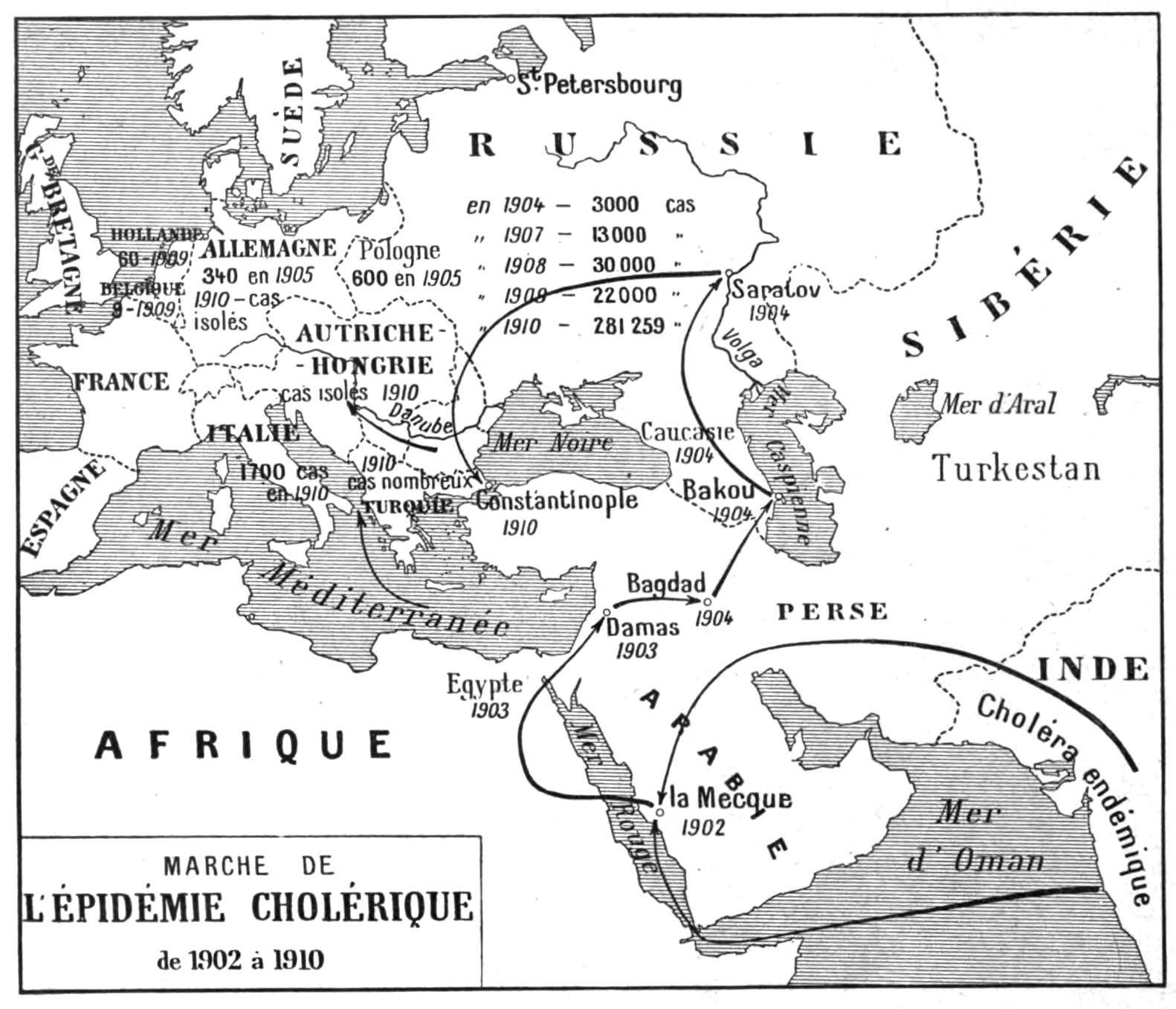
1911년 발간된 프랑스 지도. 1902년에서 1910년까지 콜로라의 확산의 진행을 보여주고 있다.

러시아는 20세기 시작하면서 50만명 이상이 사망해 심한 영향을 받았다. 6차 콜레라 범유행으로 인도에서 80만명 이상이 사망했다. 1902년부터 1904년까지 필리핀에서 20만명을 사망시켰다. 19세기 시작부터 1930년까지 메카 순례자 중 27명이 사망하고, 1907년부터 1908년까지 하즈 기간 동안 2만명 이상의 순례자가 사망했다.
유행병 전문가 영국 왕실 감염병과 위생학회 레너드 로저스(Leonard Rogers)경에 따르면, 인도 갠지즈 강 축제(Haridwar Kumbh Mela)에서 콜레라가 발생했고, 전염병은 펀자브, 아프가니스탄, 페르시아 및 러시아 남부를 통해 유럽으로 확산되었다고 전했다. 레너드 로저스에 의해 고삼투 식염수를 이용한 콜레라 치료가 보급되면서 많은 수의 사람들이 치료되었다.

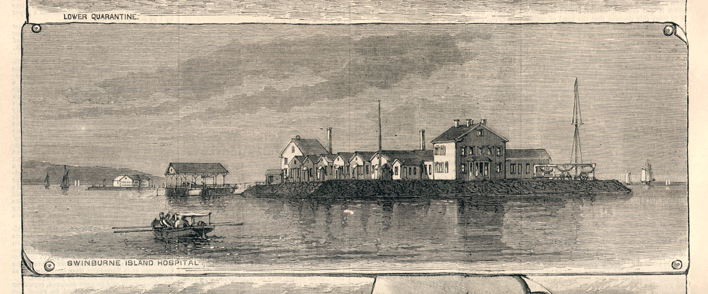
미국 격리 시설 스윈번 섬

미국에서 마지막 콜레라 발생은 1910~1911년에 증기선 몰트 케가 감염된 사람들을 나폴리에서 뉴욕으로 데려왔을 때였다. 미국 보건 당국은 19세기에 격리 시설로 지어진 스윈번 섬(Swinburne Island)에 감염된 사람을 격리 조치 했다. 섬 병원에서 의료 종사자를 포함하여 총 11명이 사망했다.

## 같이 보기
- 1차 콜레라 범유행
- 2차 콜레라 범유행
- 3차 콜레라 범유행
- 4차 콜레라 범유행
- 5차 콜레라 범유행
- 7차 콜레라 범유행
- 범유행
- 콜레라
- 콜레라 폭동